# 바이린지 (쓰시마시)

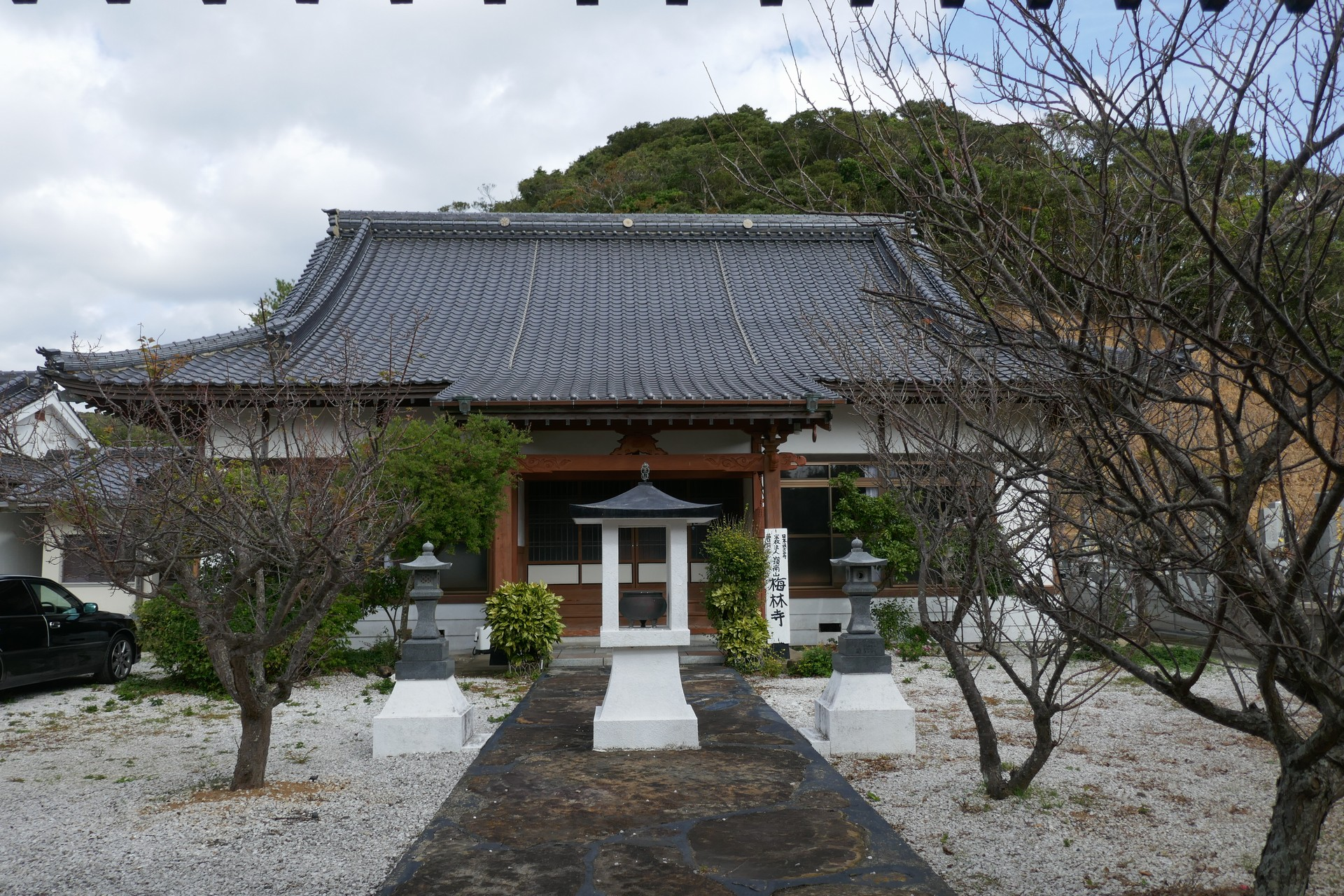

바이린지(일본어: 梅林寺)는 나가사키현 쓰시마시 미쓰시마정에 위치하고 있는 조동종의 사원이다. 그러나 쓰시마 불상 도난 사건 당시 표적이 되는 사원 중의 하나로 손을 꼽히고 있다.

## 주요 문화재
- 탄생불 : 동제로 제작되어 있고, 높이는 약 10.6 cm로, 통일 신라 시대 말기인 9세기 당시 설계되어 있음. 그러나 이 문화재는 쓰시마시의 유형문화재로 지정된 상태이다.
- 대반야바라밀다경 579첩 : 도후쿠사 판으로 설계되어 있어, 난보쿠초 시대(14세기)에 제작된 것으로 추정된다.

### 사건
2014년 11월 24일 당시 한국인 5명이 바이린지에서 불상을 훔쳐간 혐의로 사건 당시의 70살 김 모씨 등 5명이 쓰시마미나미 경찰서에 의해 체포되기도 하였다. 그러나 이 사건이 발단되자, 사건이 벌어진 날 오전에 바이린지에서 높이 10.6 cm의 신라 시대 구리 불상인 탄생불을 절도한 혐의를 받았다. 그러나 현지 경찰에 따르면 김 씨 일행에게서는 300여 권이나 되는 14세기 대반야경도 압수되었으며, 이와 더불어 바이린지에서 훔친 혐의를 받은 상태이다. 일본방송협회(이하 NHK)는 하루타 유젠 바이린지 주지가 도난을 당한 불상이 9세기 당시 신라로부터 선물을 받았다는 것으로 주장되어 있는 것으로 보고되었다.

## 같이 보기
- 쓰시마 불상 도난 사건
- 한반도에서 유출된 문화재 반환 문제